# Geschichte der Malediven

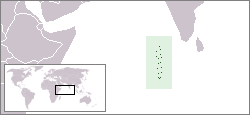
Die Lage der Malediven im Indischen Ozean

Die Geschichte der Malediven umfasst die Geschichte und Vorgeschichte des heutigen Staates der Malediven, der aus etwa 1190 Inseln besteht, die sich südwestlich Indiens im Indischen Ozean befinden.

## Besiedlungsgeschichte
Über die Erstbesiedlung der Malediven gibt es bislang nur spärliche Informationen. Fest steht, dass bereits vor der Einführung der islamischen Staatsreligion, nach christlicher Zeitrechnung 1153 AD, nicht nur der Buddhismus, sondern zuvor u. a. auch der Hinduismus auf den Inseln vorherrschend waren.
Ausgrabungen weisen darüber hinaus darauf hin, dass bereits früher Anhänger eines Sonnenkults steinerne Zeugen ihrer Anwesenheit hinterlassen hatten: Die Legende redet von den Redin, welche die Inseln „von Norden aus“ besiedelt hätten und nicht nur gute Seefahrer, sondern vor allem erstklassige Steinmetze gewesen sein müssen: Heyerdahls Grabungen beweisen seiner Überzeugung nach Stufenpyramiden ähnlich den Zikkurats aus noch älterer Zeit.
Fest steht jedenfalls, dass die Malediven schon lange vor der Islamisierung ein Zentrum für Handelskontakte (wenngleich über Zwischenhändler) waren, Kontakte, die sich bis nach China im Osten, nach Westen in den Mittelmeerraum und bis nach Nordeuropa erstreckten: Die spezielle Art der Kaurischnecke, bloß im Indischen Ozean heimisch, für deren Beschaffung die Malediven gleichsam ein Monopol hatten, wurde noch in Nordnorwegen auf der Breite des Polarkreises als Grabbeigabe gefunden, und schon Plinius der Ältere hatte Rom den Seeweg nach China über die Malediven aus wirtschaftlichen Gründen nahegelegt und beschrieben.

## Historische religiöse Einflüsse
Untersuchungen Thor Heyerdahls und seines Teams professioneller Archäologen wiesen durch Grabungen in den Jahren 1983 und 1984 nach, dass unterhalb muslimischer Moscheen zunächst Reste buddhistischer Tempel, weiter unten Hinweise auf hinduistischen Glauben, und noch tiefer Reste von Sonnenanbetungskulten nachweisbar waren. Die jeweils nachfolgende Kultur hatte jedoch das Material der älteren Gebäude entweder für die aktuellen Bauten genutzt oder „heidnische“ Skulpturen und Deckplatten zerschlagen, um die Bruchstücke als Füllmaterial zu verwenden. Dies bedeutete beispielsweise, dass die ältesten Moscheen der Malediven nicht nach Mekka, sondern wegen Nutzung früherer Grundmauern exakt ost-westlich ausgerichtet waren: Den Gläubigen wurde mittels in den Boden gezeichneter Linien die korrekte Ausrichtung für das Gebet angezeigt.
1153 wurde die Bevölkerung der Malediven zum Islam bekehrt. Anders als in anderen muslimischen Ländern hatten nicht bloß Männer das Sultanat inne, und dass Frauen den Männern weitgehend gleichgestellt waren, sich etwa nicht verschleierten, vermerkt auch Ibn Battuta, der 1343 neun Monate auf den Malediven verbrachte. Die bekannteste Herrscherin war die Sultanin Khadeeja Rehendi Kabaidhi Kilege, die das Land im 14. Jahrhundert 35 Jahre lang regierte. Auch heute spielen Frauen eine große Rolle im öffentlichen Leben der Malediven. Die Hälfte der Studierenden, viele Geschäftsleute, Beamte und Minister sind Frauen. Allerdings ist der matriarchale Einfluss weniger ausgeprägt als bei den muslimischen Minangkabau auf Sumatra.

## Kolonialgeschichte
Im Zuge europäischer Entdeckungsreisen des 16. Jahrhunderts besetzten 1558 die Portugiesen die Inseln und versuchten sie zu christianisieren, trafen dabei jedoch auf heftigen Widerstand. 1573 vertrieb ein Aufstand der Malediver die Eindringlinge. Der Führer Muhammad Thakurufaan wird heute als Nationalheld am Nationalfeiertag gewürdigt.
Nachdem sie Mitte des 17. Jahrhunderts das benachbarte Ceylon besetzt hatten, machten die Niederlande das maledivische Sultanat zum Protektorat, jedoch ohne sich in lokale Angelegenheiten sonderlich einzumischen. Als die Niederlande 1796 Ceylon an die Briten verloren, gerieten auch die Malediven unter britischen Einfluss. Diese regelten erst 1887 formal ihre Vorherrschaft mittels Vertrag mit dem Sultanat von Malé, durch den der Sultan den Einfluss der Briten über die auswärtigen Beziehungen und Verteidigungsangelegenheiten des Inselreiches akzeptierte. Präsent waren die Briten ansonsten kaum. Unter der Kolonialverwaltung wurde das aktive und passive Frauenwahlrecht 1932 gewährt.
1932 wurde die erste demokratische Verfassung der Malediven verkündet.
Im Zweiten Weltkrieg errichteten die Briten auf der Insel Gan (Atoll Addu), ein Flugfeld, das sie 1976 bei ihrem Abzug der rechtmäßigen Regierung überließen. Für die Errichtung wurde allerdings ein prähistorisches Bauwerk, das exakt in Verlängerung der Rollbahn lag, geschleift.
Am 1. Januar 1953 wurde zwar eine „Republik Malediven“ ausgerufen, jedoch im selben Jahr, am 21. August, das Sultanat wiederhergestellt.
Von 1959 bis 1963 spalteten sich die südlichen Malediven als Republik Suvadiva ab.

## Geschichte des modernen Staates

Flagge der unabhängigen Malediven

Am 26. Juli 1965 erlangten die Malediven die volle Unabhängigkeit als Mitglied des Commonwealth. Nur zwei Tage später wurde auch ihre Vollmitgliedschaft bei den Vereinten Nationen bestätigt. Die Wiedereinführung der Republik folgte am 11. November 1968, dazu kam der Austritt aus dem Commonwealth. Es wurde eine neue Verfassung aufgestellt. Das aktive und passive Frauenwahlrecht wurden bestätigt. Am 29. März 1976 verließen die letzten britischen Truppen die Insel Gan.
Am 11. November 1978 wurde der diktatorisch regierende Präsident Amir Ibrahim Nasir abgewählt. Präsident Maumoon Abdul Gayoom trat seine Nachfolge an.
„Mit Sonderstatus“ wurden die Malediven 1982 wieder in das Commonwealth aufgenommen. Seit Juni 1985 sind die Malediven wieder Vollmitglied des Commonwealth.
Präsident Gayoom wurde 1983, 1988 und 1993 jeweils für weitere 5 Jahre wiedergewählt. In seiner 4. Amtsperiode trat 1998 eine neue Verfassung in Kraft. Im Oktober 2003 wurde er mit 90,28 % der Stimmen wiedergewählt.
Am 3. November 1988 versuchten etwa 160 Söldner einen Putsch gegen die Regierung und besetzten die Hauptstadt. Indische Fallschirmjäger griffen ein und stellten am 4. November den Status quo wieder her.
Am 29. Oktober 2008 wurde der damals erst 41-jährige Mohamed Nasheed in der ersten demokratischen Wahl der Malediven zum neuen Präsidenten gewählt. Präsident Gayoom akzeptierte seine Niederlage. Nach Protesten der Bevölkerung und nach einer Meuterei von revoltierenden Polizisten trat Mohamed Nasheed am 7. Februar 2012 von seinem Amt als Staatspräsident zurück. Sein Nachfolger wurde Mohammed Waheed Hassan, der seit 2008 als Vizepräsident im Amt war. Er legte am selben Tag seinen Amtseid ab. Am 7. September 2013 fand eine Neuwahl statt; die Stichwahl am 16. November gewann der Herausforderer Abdulla Yameen. Er wurde am 17. November 2013 als Präsident vereidigt.
2016 traten die Malediven aus dem Commonwealth of Nations aus.